# Vapormax
Vapormax è un singolo del rapper argentino Duki, pubblicato il 16 marzo 2019.

## Tracce
1. Vapormax – 1:52